# 파기환송
|                                                                     |
| 형사소송법                                                          |
| 이념과 구조                                                         |
| 무죄 추정의 원칙 · 자백배제법칙 · 전문법칙                          |
| 증거보전청구권 · 형사보상청구권 · 독수독과이론                      |
| 실체적 진실주의 · 적정절차 · 신속한 재판의 원칙                     |
| 진술거부권 · 접견교통권 · 증거개시제도                              |
| 열람등사권 · 위법수집증거배제법칙                                   |
| 법원                                                                |
| 제척 · 기피 · 회피 · 관할 · 파기환송 · 파기이송 · 파기자판 · 법관   |
| 피고인과 변호인                                                     |
| 피고인 · 변호인 · 성명모용자 · 공동피고인 · 국선변호인 · 법정대리인 |
| 검사                                                                |
| 기소독점주의 · 검사 동일체의 원칙                                   |
| 수사                                                                |
| 함정수사 · 불심검문 · 임의동행 · 동행요구 · 사법경찰관              |
| 구속                                                                |
| 구속영장 · 체포영장                                                 |
| 증거법                                                              |
| 정황증거 · 전문증거 · 진술조서 · 진술서 · 실황조사서 · 검증조서     |
| 진술 · 증인                                                         |
| 재판                                                                |
| 공소장 · 공소장일본주의                                             |
| 고소 · 고발 · 고소불가분의 원칙 · 자수                              |
| 상소                                                                |
| 항소, 상고 & 비상상고                                               |
| 다른 7법 영역                                                       |
| 헌법 · 민법 · 형법                                                  |
| 민사소송법 · 형사소송법 · 행정법                                    |
| 포털: 법 · 법철학 · 형사정책                                        |
| v • d • e • h                                                       |

파기환송(破棄還送)이란 상소심 법원이 종국판결에서 원심 판결을 파기한 경우에 사건을 다시 심판하도록 원심 법원으로 돌려보내는 것을 뜻한다.

## 민사소송법상 파기환송
민사소송에서 상고심(대법원)은 상고가 이유 있다고 판단하여 원심판결을 파기하는 경우, 자판(민사소송법 제437조)을 제외하고는 원칙적으로 사건을 원심법원에 환송한다(제436조 제1항). 환송된 사건은 원심법원에 다시 계속되며, 해당 법원은 새로운 변론을 통해 다시 판결하게 된다. 이때 상고심의 사실상 및 법률상의 판단에 기속되며(제436조 제2항), 그 기속력을 보장하기 위해 원심 판결에 관여한 판사는 환송 후 재판에 다시 관여할 수 없다(제436조 제3항).
항소심에서도 제1심이 소를 부적법하다고 각하한 경우, 그 판결이 취소되면 사건은 원칙적으로 제1심 법원에 환송된다. 다만 제1심에서 본안에 관한 심리가 충분히 이루어졌거나, 당사자가 항소심에서의 본안 판결에 동의한 경우에는 항소법원이 직접 본안판결을 내릴 수 있다(제418조). 파기환송 판결의 법적 성질에 대해서는 과거에는 중간판결로 보았으나, 현재는 종국판결로 보는 견해가 통설로 자리잡았고, 대법원도 1981년 전원합의체 판결(1981.9.8. 선고 80다3271)에서 이를 채택하였다.

## 형사소송법상 파기환송
형사소송에서는 항소법원이 공소기각이나 관할위반의 판결이 법률에 위반된다고 판단하는 경우, 판결로써 사건을 원심법원에 환송해야 한다(형사소송법 제366조). 상고심에서도 적법한 공소를 기각한 원심판결이나 제1심 판결을 파기하거나, 관할위반의 인정이 법률에 위배된다고 판단할 경우, 해당 사건을 판결로써 원심법원 또는 제1심법원에 환송해야 한다(제393조, 제395조).
그 외에도 원심판결을 파기할 경우, 상고법원이 직접 자판을 하지 않는 한 원심법원에 환송하거나, 그와 동등한 다른 법원에 이송해야 한다(제397조). 이와 같이 환송된 사건을 다시 심리하는 법원은 상고법원이 제시한 파기이유 중 사실상·법률상 판단에 대해, 환송심에서 새로운 증거로 인해 판단의 기초가 된 증거관계에 변동이 없는 한 그 판단에 기속된다. 이는 대법원 판례(1996.12.10. 선고 95도830)에서도 명확히 확인되었다.